# Coupe du monde de ski alpin 1968
Navigation
Édition précédente Édition suivante

La coupe du monde de ski alpin 1968 commence le 3 janvier 1968 avec le géant hommes d’Hindelang et se termine le 7 avril 1968 avec le slalom hommes d’Heavenly Valley.
Les hommes disputent 20 épreuves : 5 descentes, 7 géants et 8 slaloms.Les femmes disputent 23 épreuves : 6 descentes, 7 géants et 10 slaloms. Les Jeux olympiques sont disputés à Grenoble du 9 au 17 février 1968 et leurs épreuves comptent pour le classement général de la coupe du monde.
Outre ses trois médailles d'or olympiques à Grenoble 1968, Jean-Claude Killy gagne la Coupe du monde pour la deuxième fois, après la première édition. Il en va de même pour l'Américaine Nancy Greene. 

## Tableau d'honneur
| Discipline | Hommes            | Femmes                 |
| Général    | Jean-Claude Killy | Nancy Greene           |
| Descente   | Gerhard Nenning   | Isabelle Mir Olga Pall |
| Géant      | Jean-Claude Killy | Nancy Greene           |
| Slalom     | Dumeng Giovanoli  | Marielle Goitschel     |

Bien que moins dominateur que la saison précédente, Jean-Claude Killy signe encore un cavalier seul et empoche un nouveau classement général ainsi que le globe de cristal du géant.
Le français qui devance deux techniciens, le suisse Dumeng Giovanoli et l'autrichien Herbert Huber, s'inscrit définitivement dans la légende de son sport en réalisant une performance que peu croyaient imaginable lors des Jeux olympiques de 1968 disputés à Grenoble, de remporter les trois médailles d'or olympiques en descente, géant et slalom.
Conscient après cet exploit, qu'il n'a plus rien à prouver dans son sport et à la recherche de nouveaux défis, celui que les anglo-saxons surnomment « King Killy », décide de se retirer à seulement 25 ans, fort d'un palmarès édifiant :
- 2 coupes du monde et 4 coupes du monde de spécialités (2 en combiné, 1 en descente et en slalom),
- 18 victoires en coupe du monde (7 géants, 6 descentes et 5 slaloms)
- 3 titres olympiques en descente, géant et slalom (Grenoble 1968),
- 6 titres mondiaux en descente (1966 et 68), géant (1968), slalom (1968) et combiné (1966 et 68).

L'expérimenté, mais méconnu autrichien Gerhard Nenning surprend les principaux observateurs en remportant trois descentes et la coupe du monde de la discipline, devant Jean-Claude Killy et son compatriote Karl Schranz.
Dumeng Giovanoli démontre toute sa classe en tenant la dragée haute à Jean-Claude Killy. Le suisse ne quitte jamais les meilleurs et remporte classement final du slalom devant son rival français et le jeune Patrick Russel qui se révèle à l'issue des Jeux Olympiques en remportant deux slaloms du côté d'Oslo et Kranjska Gora.
La canadienne Nancy Greene remporte à nouveau la Coupe du monde de ski alpin 1968 devant les françaises Isabelle Mir, Florence Steurer et Marielle Goitschel.
Cette fois-ci, si Greene désormais présente en descente, parvient à démontrer à nouveau ses capacités d'endurance exceptionnelles en remportant six succès dans la deuxième partie de la saison, dont le titre olympique dans sa discipline de base qu'est le géant dont elle gagne aussi le classement final, le classement général fut acquis de façon beaucoup plus simple, ses rivales se retrouvant assez rapidement distancées.
La française Marielle Goitschel à la lutte jusqu'au bout l'hiver précédent se contentera quant à elle, largement du titre olympique ainsi que du globe de cristal du slalom devant sa jeune compatriote Florence Steurer, troisième du général et l'autrichienne Gertrude Gabl deuxièmes ex-aequoes.
Isabelle Mir complète la nouvelle grande performance globale des skieuses françaises en accrochant grâce à son ski engagé et deux succès, la coupe du monde de la descente à égalité de points avec l'autrichienne Olga Pall, elle aussi, victorieuse à deux reprises.

## Coupe du monde masculine

### Résultats
| Date                 | Lieu                      | Discipline | Vainqueur         |
| 3 & 4 janvier 1968   | Hindelang                 | Géant      | Edmund Bruggmann  |
| 8 janvier 1968       | Adelboden                 | Géant      | Jean-Claude Killy |
| 13 janvier 1968      | Wengen                    | Descente   | Gerhard Nenning   |
| 14 janvier 1968      | Wengen                    | Slalom     | Dumeng Giovanoli  |
| 20 janvier 1968      | Kitzbühel                 | Descente   | Gerhard Nenning   |
| 21 janvier 1968      | Kitzbühel                 | Slalom     | Dumeng Giovanoli  |
| 9 février 1968       | Grenoble Jeux olympiques  | Descente   | Jean-Claude Killy |
| 11 & 12 février 1968 | Grenoble Jeux olympiques  | Géant      | Jean-Claude Killy |
| 17 février 1968      | Grenoble Jeux olympiques  | Slalom     | Jean-Claude Killy |
| 24 février 1968      | Chamonix Arlberg-Kandahar | Descente   | Bernard Orcel     |
| 24 février 1968      | Oslo                      | Géant      | Werner Bleiner    |
| 25 février 1968      | Oslo                      | Slalom     | Patrick Russel    |
| 8 & 10 mars 1968     | Méribel                   | Géant      | Jean-Claude Killy |
| 10 mars 1968         | Kranjska Gora             | Slalom     | Patrick Russel    |
| 15 mars 1968         | Aspen                     | Descente   | Gerhard Nenning   |
| 16 mars 1968         | Aspen                     | Slalom     | Billy Kidd        |
| 29 mars 1968         | Rossland                  | Slalom     | Jean-Claude Killy |
| 30 & 31 mars 1968    | Rossland                  | Géant      | Herbert Huber     |
| 5 & 6 avril 1968     | Heavenly Valley           | Géant      | Herbert Huber     |
| 7 avril 1968         | Heavenly Valley           | Slalom     | Spider Sabich     |

### Classements

#### Classement général
| Rang | Nom               | Points |
| 1    | Jean-Claude Killy | 200    |
| 2    | Dumeng Giovanoli  | 119    |
| 3    | Herbert Huber     | 112    |
| 4    | Gerhard Nenning   | 102    |
| 5    | Guy Périllat      | 83     |
| 6    | Edmund Bruggmann  | 80     |
| 7    | Billy Kidd        | 73     |
| 8    | Karl Schranz      | 69     |
| 9    | Patrick Russel    | 67     |
| 10   | Heinrich Messner  | 63     |

#### Descente
| Rang | Nom                                             | Points |
| 1    | Gerhard Nenning                                 | 75     |
| 2    | Jean-Claude Killy                               | 60     |
| 3    | Karl Schranz                                    | 39     |
| 4    | Jean-Daniel Dätwyler Guy Périllat Bernard Orcel | 37     |

#### Géant
| Rang | Nom               | Points |
| 1    | Jean-Claude Killy | 75     |
| 2    | Edmund Bruggmann  | 60     |
| 3    | Herbert Huber     | 52     |
| 4    | Georges Mauduit   | 51     |
| 5    | Dumeng Giovanoli  | 43     |

#### Slalom
| Rang | Nom               | Points |
| 1    | Dumeng Giovanoli  | 70     |
| 2    | Jean-Claude Killy | 65     |
| 3    | Patrick Russel    | 61     |
| 4    | Herbert Huber     | 60     |
| 5    | Alfred Matt       | 50     |

## Coupe du monde féminine

### Résultats
| Date            | Lieu                      | Discipline | Vainqueur          |
| 5 janvier 1968  | Oberstaufen               | Géant      | Fernande Bochatay  |
| 6 janvier 1968  | Oberstaufen               | Slalom     | Marielle Goitschel |
| 11 janvier 1968 | Grindelwald               | Slalom     | Gertrude Gabl      |
| 17 janvier 1968 | Bad Gastein               | Descente   | Olga Pall          |
| 18 janvier 1968 | Bad Gastein               | Slalom     | Florence Steurer   |
| 25 janvier 1968 | Saint-Gervais             | Slalom     | Fernande Bochatay  |
| 27 janvier 1968 | Saint-Gervais             | Descente   | Isabelle Mir       |
| 10 février 1968 | Grenoble Jeux olympiques  | Descente   | Olga Pall          |
| 13 février 1968 | Grenoble Jeux olympiques  | Slalom     | Marielle Goitschel |
| 15 février 1968 | Grenoble Jeux olympiques  | Géant      | Nancy Greene       |
| 23 février 1968 | Chamonix Arlberg-Kandahar | Descente   | Nancy Greene       |
| 24 février 1968 | Oslo                      | Géant      | Fernande Bochatay  |
| 25 février 1968 | Oslo                      | Slalom     | Kiki Cutter        |
| 9 mars 1968     | Abetone                   | Descente   | Isabelle Mir       |
| 10 mars 1968    | Abetone                   | Slalom     | Florence Steurer   |
| 15 mars 1968    | Aspen                     | Descente   | Nancy Greene       |
| 16 mars 1968    | Aspen                     | Slalom     | Nancy Greene       |
| 17 mars 1968    | Aspen                     | Géant      | Nancy Greene       |
| 28 mars 1968    | Rossland                  | Slalom     | Marielle Goitschel |
| 31 mars 1968    | Rossland                  | Géant      | Nancy Greene       |
| 5 avril 1968    | Heavenly Valley           | Géant      | Gertrude Gabl      |
| 6 avril 1968    | Heavenly Valley           | Slalom     | Gertrude Gabl      |

### Classements

#### Classement général
| Rang | Nom                | Points |
| 1    | Nancy Greene       | 191    |
| 2    | Isabelle Mir       | 159    |
| 3    | Florence Steurer   | 153    |
| 4    | Marielle Goitschel | 128    |
| 5    | Fernande Bochatay  | 126    |
| 6    | Annie Famose       | 123    |
| 7    | Gertrude Gabl      | 121    |
| 8    | Olga Pall          | 89     |
| 9    | Kiki Cutter        | 78     |
| 10   | Christl Haas       | 55     |

#### Descente
| Rang | Nom                    | Points |
| 1    | Isabelle Mir Olga Pall | 70     |
| 3    | Christl Haas           | 55     |
| 4    | Nancy Greene           | 51     |
| 5    | Annie Famose           | 48     |

#### Géant
| Rang | Nom               | Points |
| 1    | Nancy Greene      | 75     |
| 2    | Fernande Bochatay | 65     |
| 3    | Florence Steurer  | 60     |
| 4    | Gertrude Gabl     | 51     |
| 5    | Isabelle Mir      | 41     |

#### Slalom
| Rang | Nom                            | Points |
| 1    | Marielle Goitschel             | 75     |
| 2    | Florence Steurer Gertrude Gabl | 70     |
| 4    | Nancy Greene                   | 65     |
| 5    | Kiki Cutter                    | 55     |